# Remix of Gackt
A Remix of Gackt Gackt japán énekes kislemeze, mely 1999. november 3-án jelent meg a Nippon Crown kiadónál. 13. helyezett volt az Oricon heti slágerlistáján és négy hétig szerepelt rajta. Két korábbi dala, a Vanilla és a Mizérable szerepelt rajta négy DJ által remixelve.

## Számlista
| #  | Cím                                      | Hossz |
| -- | ---------------------------------------- | ----- |
| 1. | Vanilla (MR Plastic DUB)                 | 7:22  |
| 2. | Mizerable (Tiny Voice, Production Remix) | 5:41  |
| 3. | Mizerable (Into the Water Mix-Quadra)    | 9:02  |
| 4. | Vanilla (マン山田 Remix)                 | 4:19  |